# Monument a Mossèn Cinto Verdaguer (Folgueroles)
El Monument a Mossèn Cinto Verdaguer és un monument commemoratiu que es troba a Folgueroles (Osona) i que és inclòs a l'Inventari del Patrimoni Arquitectònic de Catalunya.

## Descripció
Es tracta d'un monument erigit al centre de la plaça d'homenatge al poeta de Folgueroles Jacint Verdaguer i Santaló. El disseny és de l'arquitecte Josep Maria Pericas. S'assenta sobre una base piramidal flanquejada per quatre monòlits. La piràmide és truncada a una alçada aproximada d'un metres i al damunt s'hi assenta un altre cos polièdric, culminat per una mena de pinacle i un floró. En aquest cos cònic s'hi adossen les imatges de Sant Francesc, la Mare de Déu, el màrtir Sant Jacint i el Sagrat cor, totes elles, evidentment, directament relacionades amb Verdaguer. A la part frontal hi ha diverses inscripcions i un medalló amb el bust del poeta. És construïda amb pedra de Folgueroles d'un color grisós, la part baixa hi ha un jardí protegit per unes reixes de ferro forjat.
La inscripció recorda que el poeta Jacint Verdaguer i Santaló nasqué en aquest poble el 17 de maig de 1845.

## Història

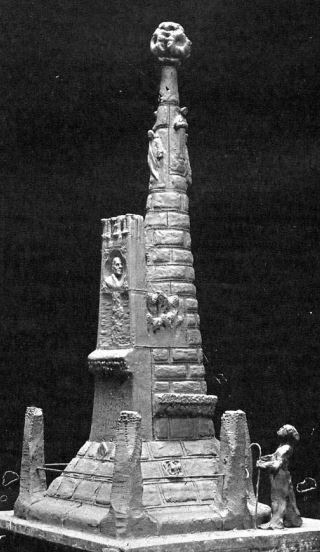
Model del monument aparegut a la Ilustració Catalana

La iniciativa de rendir homenatge al poeta de Folgueroles va sorgir de la societat "Catalunya Vella" de Vic i la inauguració, el 8 de maig de 1908, es va fer coincidint amb els actes del cinquantenari de la restauració dels Jocs Florals. La primera pedra es col·loca el 5 d'abril. La pedra fou cedida pel sr. Casarramona, probablement fou extreta de les pedreres del mas Arumí de Folgueroles. Les obres foren pagades per subscripció popular i els picapedrers hi treballaren desinteressadament. La inauguració del monument (també conegut pel pedró) fou solemne, s'encarregà un tren especial per venir des de Barcelona i després uns carruatges portaren als convidats de Vic cap a Folgueroles, la rebuda fou solemne: tots els homes del poble, vestit amb la barretina musca, varen sortir a al font del rector, a rebre les personalitats (el bisbe de Perpinyà, l'Ajuntament de l'Alguer, Teodor Llorente…). El bisbe Torras i Bages va presidir l'acte en el qual hi van haver focs d'artifici, ballades de Sardanes i en el moment de descobrir el bust es feren volar coloms.
A Barcelona hi ha un altre monument dedicat a Jacint Verdaguer, igualment obra de l'arquitecte Josep Maria pericas.